# Perinereis caeruleis
Perinereis caeruleis är en ringmaskart som beskrevs av Hoagland 1920. Perinereis caeruleis ingår i släktet Perinereis och familjen Nereididae. Inga underarter finns listade i Catalogue of Life.